# Secrétaire d'État assistant pour l'Asie de l'Est et le Pacifique
Le secrétaire d'État assistant pour l'Asie de l'Est et le Pacifique (Assistant Secretary of State for East Asian and Pacific Affairs, en anglais) est le chef du Bureau de l'Asie de l'Est et du Pacifique du département d'État des États-Unis.

## Missions
Le secrétaire d'État assistant dirige les opérations de la diplomatie américaine dans les pays de la zone recouvrant l'Asie de l'Est et l'océan Pacifique. Il est en outre chargé de conseiller le secrétaire d'État des États-Unis et le sous-secrétaire d'État pour les Affaires politiques dans les champs qui relèvent de son domaine de compétences.

## Historique
Le poste a été créé en 1949 sous le titre de « secrétaire d'État assistant pour l'Extrême-Orient » (Assistant Secretary of State for Far Eastern Affairs), après que la commission sur l'organisation de la branche exécutive du gouvernement ait recommandé que certains « services » soient élevées au rang de « bureau » et que le Congrès des États-Unis ait fait passer de six à dix le nombre de secrétaires d'État assistant.
Le 1er novembre 1966, sa désignation est modifiée pour devenir celle de « secrétaire d'État assistant pour l'Asie de l'Est et le Pacifique ». Il est en outre à signaler que la division de l'Extrême-Orient, constituée en 1908, est la plus ancienne division géographique du département d'État des États-Unis.

## Titulaires

### Assistants pour l'Extrême-Orient (1949–1966)
| Nom                        | Dates             | Dates           | Président                            |
| -------------------------- | ----------------- | --------------- | ------------------------------------ |
| William Walton Butterworth | 29 septembre 1949 | 28 mars 1950    | Harry S. Truman                      |
| Dean Rusk                  | 4 juillet 1950    | 9 décembre 1951 | Harry S. Truman                      |
| John Moore Allison         | 1er février 1952  | 7 avril 1953    | Harry S. Truman Dwight D. Eisenhower |
| Walter S. Robertson        | 8 avril 1953      | 30 juin 1959    | Dwight D. Eisenhower                 |
| J. Graham Parsons          | 1er juillet 1959  | 30 mars 1961    | Dwight D. Eisenhower John F. Kennedy |
| Walter P. McConaughy       | 24 avril 1961     | 3 décembre 1961 | John F. Kennedy                      |
| W. Averell Harriman        | 4 décembre 1961   | 3 avril 1963    | John F. Kennedy                      |
| Roger Hilsman              | 9 mai 1963        | 15 mars 1964    | John F. Kennedy Lyndon B. Johnson    |
| William Bundy              | 16 mars 1964      | 31 octobre 1966 | Lyndon B. Johnson                    |

### Assistants pour l'Asie de l'Est et le Pacifique (depuis 1966)
| Nom                         | Dates                     | Dates                     | Président                       |
| --------------------------- | ------------------------- | ------------------------- | ------------------------------- |
| William Bundy               | 1er octobre 1966          | 4 mai 1969                | Lyndon B. Johnson Richard Nixon |
| Marshall Green              | 5 mai 1969                | 10 mai 1973               | Richard Nixon                   |
| G. McMurtrie Godley         | Pas confirmé par le Sénat | Pas confirmé par le Sénat | Richard Nixon                   |
| Robert S. Ingersoll         | 8 janvier 1974            | 9 juillet 1974            | Richard Nixon                   |
| Philip Habib                | 27 septembre 1974         | 30 juin 1976              | Gerald Ford                     |
| Arthur W. Hummel, Jr.       | 12 juillet 1976           | 14 mars 1977              | Gerald Ford Jimmy Carter        |
| Richard Holbrooke           | 31 mars 1977              | 13 janvier 1981           | Jimmy Carter                    |
| John H. Holdridge           | 13 janvier 1981           | 22 décembre 1982          | Ronald Reagan                   |
| Paul Wolfowitz              | 22 décembre 1982          | 12 mars 1986              | Ronald Reagan                   |
| Gaston J. Sigur, Jr.        | 12 mars 1986              | 21 février 1989           | Ronald Reagan George H. W. Bush |
| Richard Armitage            | Pas confirmé par le Sénat | Pas confirmé par le Sénat | George H. W. Bush               |
| Richard H. Solomon          | 23 juin 1989              | 10 juillet 1992           | George H. W. Bush               |
| William Clark, Jr.          | 10 juillet 1992           | 23 avril 1993             | George H. W. Bush Bill Clinton  |
| Winston Lord                | 23 avril 1993             | 18 février 1997           | Bill Clinton                    |
| Stanley O. Roth             | 5 août 1997               | 20 janvier 2001           | Bill Clinton                    |
| James A. Kelly              | 1er mai 2001              | 31 janvier 2005           | George W. Bush                  |
| Christopher R. Hill         | 8 avril 2005              | 21 avril 2009             | George W. Bush Barack Obama     |
| Kurt M. Campbell            | 2 juin 2009               | 8 février 2013            | Barack Obama                    |
| Daniel R. Russel            | 9 juillet 2013            | 8 mars 2017               | Barack Obama Donald Trump       |
| Susan Thornton (intérim)    | 9 mars 2017               | juillet 2018              | Donald Trump                    |
| W. Patrick Murphy (intérim) | juillet 2018              | juin 2019                 | Donald Trump                    |
| David R. Stilwell           | 20 juin 2019              | 20 janvier 2021           | Donald Trump                    |
| Sung Kim (intérim)          | 20 janvier 2021           | 4 juin 2021               | Joe Biden                       |
| Daniel Kritenbrink          | 24 septembre 2021         | en cours                  | Joe Biden                       |